# Peter Phillips (író)
Peter Phillips (London, 1920. január 1. – North Walsham, Norfolk, 2012. március 28.) angol tudományos-fantasztikus író.

## Élete
Újságíró volt, egy lap bűnügyi rovatának közreműködője volt. Ezután egy női magazinnál dolgozott mint szerkesztő, ide készített munkáit Ann álnéven jegyezte. Irodalmi munkásságának legtermékenyebb periódusa az 1948 és 1954 közti időszak volt, ekkor mintegy harminc bűnügyi, illetve tudományos-fantasztikus művet írt. Legismertebb műve a Dreams Are Sacred (1948), amely egy eszköz által létrehozott közös álomról szól. 1958-ban Phillips visszavonult az irodalomtól.

## Válogatott munkái
- No Silence for Maloeween (1948)
- Death's Bouquet (1948)
- Dreams Are Sacred (1948)
- Manna (1949)
- P-Plus (1949)
- Unknown Quantity (1949)
- Plagiarist (1950)
- Counter Charm (1951)
- Field Study (1951)
- At No Extra Cost (1951)
- She Who Laughs (1952)
- Criteria (1952)
- Lost Memory (1952)
- Lila (1953)
- University (1953)
- Sylvia (1953)
- The Warning (1953)
- c/o Mr. Makepeace (1954)
- First Man in the Moon (1954)
- Variety Agent (1956)
- Next Stop the Moon (1958)

## Magyarul megjelent művei
- Ellenvarázslat (novella, Galaktika 13., 1975)
- Manna (novella, Galaktika 152., 1993)
- Az álmok szent dolgok (novella, Galaktika 249., 2010)

## Fordítás
- Ez a szócikk részben vagy egészben  a   Peter_Phillips_(écrivain) című francia Wikipédia-szócikk ezen változatának fordításán alapul.  Az eredeti cikk szerkesztőit annak laptörténete sorolja fel. Ez a jelzés csupán a megfogalmazás eredetét és a szerzői jogokat jelzi, nem szolgál a cikkben szereplő információk forrásmegjelöléseként.